# Bestialiteit

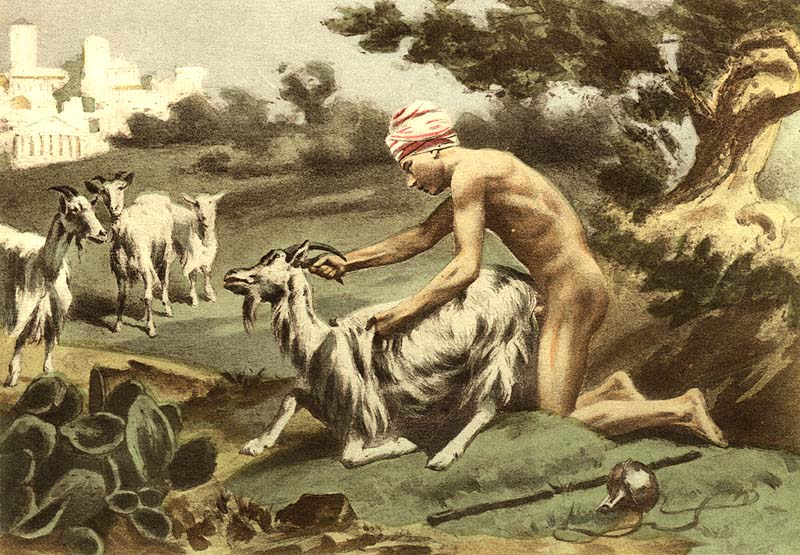
Een oude Griek pleegt sodomie met een geit. Litografie van Édouard-Henri Avril.

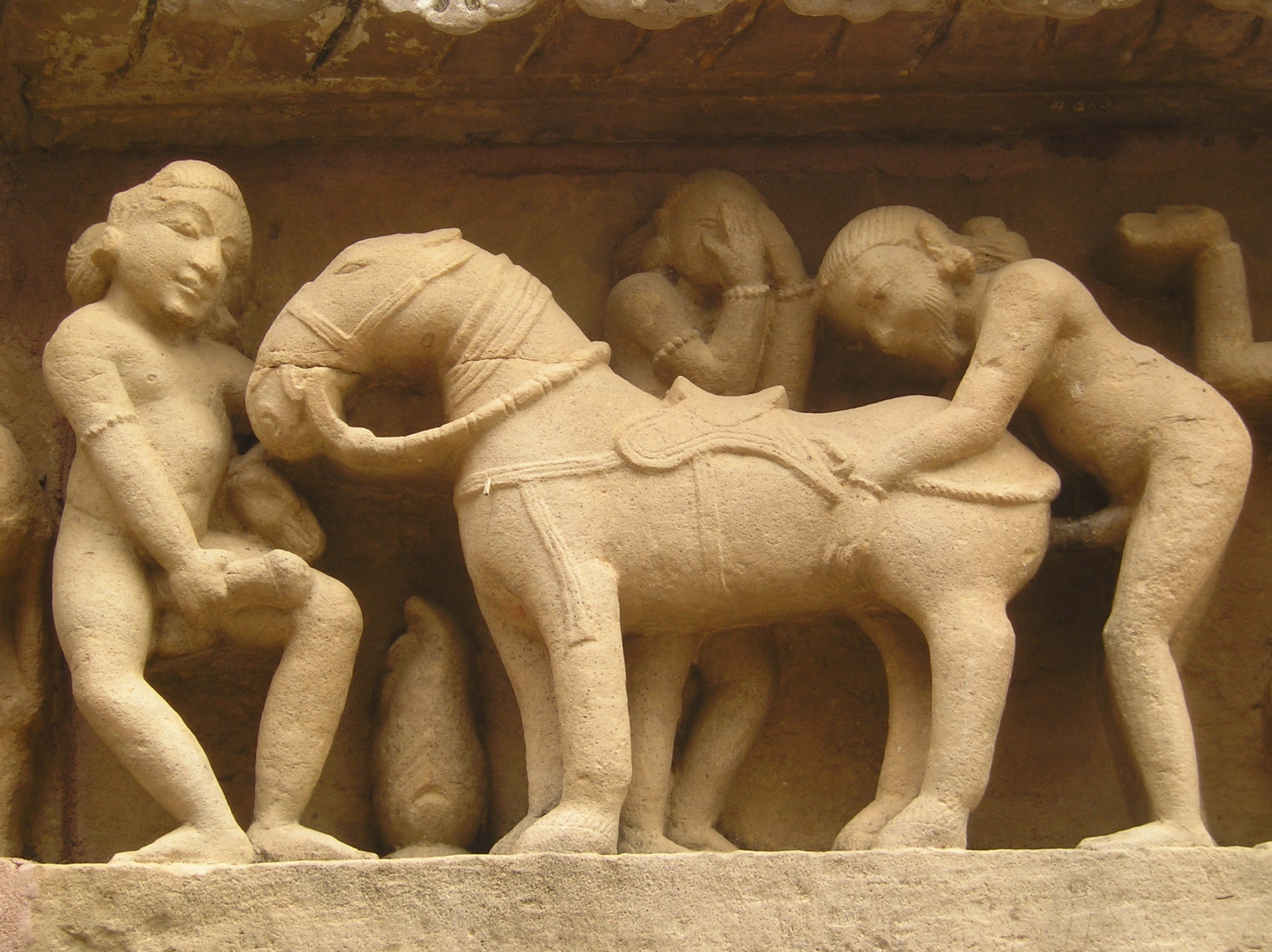
Detail van een van de vele erotische afbeeldingen op de Lakshanatempel in Khajuraho, India. De tempels in deze plaats staan op de Werelderfgoedlijst van UNESCO.

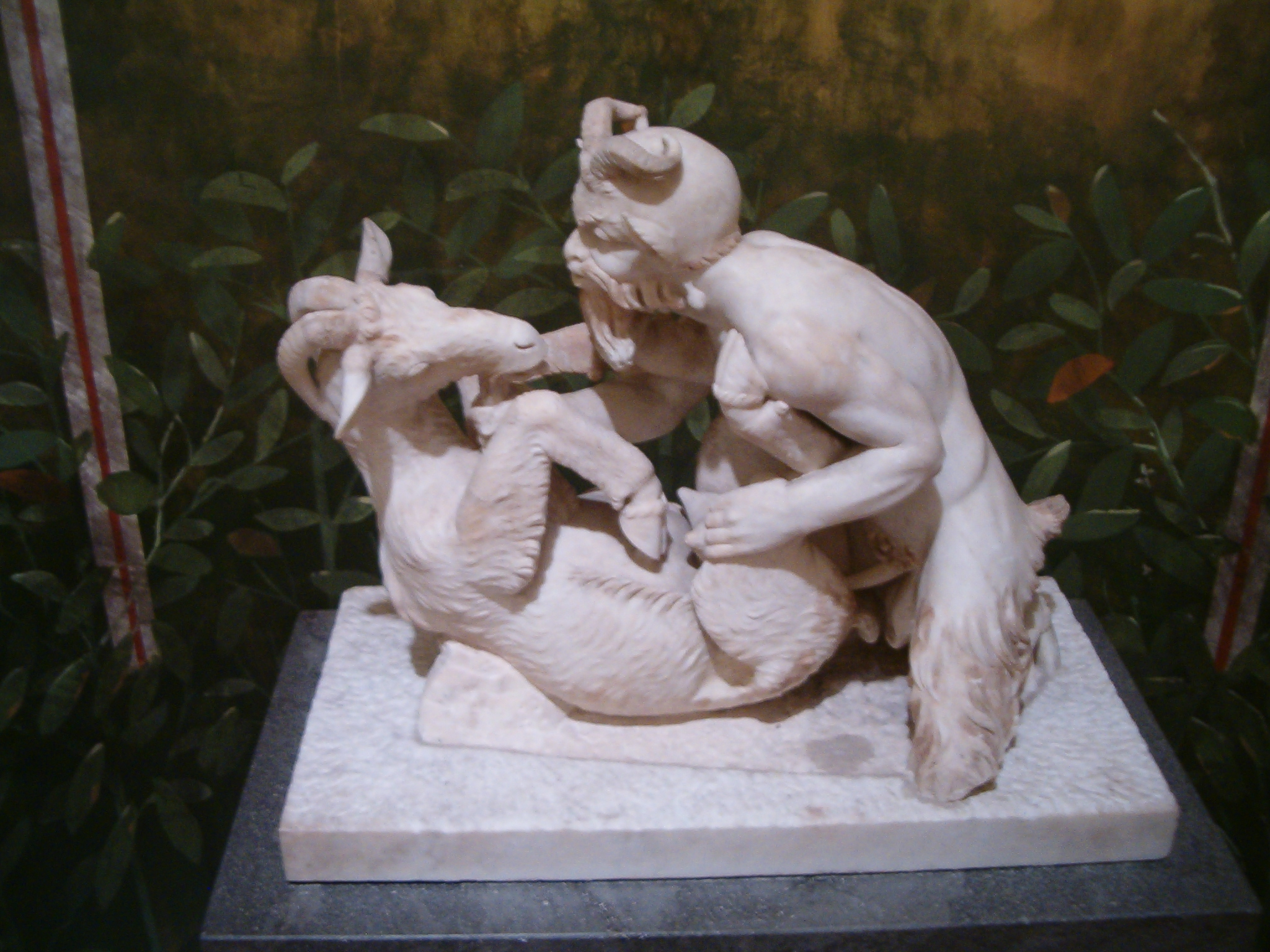
Pan, beeld uit het Museo Archeologico Nazionale, Napels.

Bestialiteit, ook zoöseksualiteit of dierenseks, is het verrichten van seksuele handelingen met dieren.
Het kan worden gepraktiseerd door mensen met zoöfiele voorkeur. Naast de zoöfiele gebruikers zijn er ook daders die om andere reden seks met een dier hebben. In delen van Colombia wordt bijvoorbeeld het hebben van seks met ezels door jonge mannen min of meer normaal gevonden als oefening. Ook werd (en wordt) in bepaalde streken verondersteld dat men door gemeenschap met een dier (of een kind) van een SOA verlost kan raken.
Bestialiteit wordt door veel mensen beschouwd als "tegennatuurlijk" en onder sodomie geschaard, en wordt in de Nederlandse wet erkend als dierenmishandeling. Critici zoals de Nederlandse bioloog Midas Dekkers en de Australische filosoof Peter Singer, betogen dat dit niet per se het geval hoeft te zijn. Volgens het Amerikaanse Kinsey-Instituut zou 8% van de mannen en 3,6% van de vrouwen weleens seks gehad hebben met een dier. Zowel de onderzoeksmethodes als de resultaten van het werk van Alfred Kinsey en het instituut dat hij in het leven riep, zijn echter erg omstreden.
Een sadistische vorm van bestialiteit is crush, waarbij voor (seksueel) plezier dieren worden doodgetrapt.

## Wetgeving

### Nederland
De Wet van 4 maart 2010, houdende strafbaarstelling van het plegen van ontuchtige handelingen met dieren en pornografie met dieren (verbod seks met dieren) is een aangenomen initiatiefwet van Harm Evert Waalkens houdende strafbaarstelling van het plegen van ontuchtige handelingen met dieren en pornografie met dieren. Doel is zowel de bescherming van de zeden als de bescherming van de integriteit van het dier. Strafbaar is:
- hij die ontuchtige handelingen pleegt met een dier
- degene die een afbeelding – of een gegevensdrager, bevattende een afbeelding – van een ontuchtige handeling, waarbij een mens en een dier zijn betrokken of schijnbaar zijn betrokken, verspreidt, openlijk tentoonstelt, vervaardigt, invoert, doorvoert, uitvoert of in bezit heeft

Dit laatste lijkt op de strafbaarstelling van kinderporno, maar met lagere straffen.
De oorspronkelijk voorgestelde term seksuele handeling is vervangen door ontuchtige handeling, waarmee wordt bedoeld een seksuele handeling die in strijd is met een sociaal-ethische norm. Op deze wijze wordt zeker gesteld dat bijvoorbeeld de werkzaamheden die op stations voor Kunstmatige inseminatie bij dieren worden verricht, er niet onder vallen.
De afbeeldingen waar het om gaat zijn echte foto's of films, en afbeeldingen die dat lijken te zijn, maar in werkelijkheid gemanipuleerd zijn (het gaat dus niet om afbeeldingen die duidelijk getekend of geschilderd zijn). Dit verbod op zg. virtuele dierenporno heeft twee redenen: het voorkomen van bewijsproblemen en het feit dat deze deel uit kan maken van een subcultuur die dierenmisbruik bevordert.
Afbeeldingen van seksuele gedragingen van dieren onderling blijven toegestaan.
Er is geen overgangsrecht voor dierenporno die men toen het nog legaal was al in bezit had: men moest zich van dit bezit ontdoen voordat de wet in werking trad.
Twee voormalige producenten van dierenporno eisen in een rechtszaak tegen de Staat een schadevergoeding.

#### Geschiedenis
In 2004 ontstond opschudding nadat een man die was betrapt op het hebben van seks met een pony, werd vrijgelaten omdat hij volgens de wet niets had misdaan. Minister Cees Veerman van Landbouw, Natuur en Voedselkwaliteit kondigde aan stappen te ondernemen om deze activiteiten te verbieden. Minister van Justitie Ernst Hirsch Ballin had dit op het programma staan, maar toen er al vanuit de Kamer een initiatiefvoorstel kwam zou het volgens de minister onheus en ongebruikelijk zijn geweest om te proberen dat in te halen met een voorstel van regeringszijde.
Bij een hoofdelijke stemming in de Eerste Kamer op 2 februari 2010 waren 39 voor en 34 tegen. De tegenstemmers waren de leden van de fracties van CDA en VVD. De VVD vond dat de wet niets toevoegt aan de al bestaande wetgeving gericht op de bescherming van dieren. Het CDA sprak van symboolwetgeving, die niet bijdraagt aan het effect dat ermee wordt beoogd.

### België
In 2006/2007 is door senator Ludwig Vandenhove van de politieke partij sp.a getracht een verbod op seks met dieren in de wet vast te laten leggen dit is echter op 17 januari 2007 door de Senaatscommissie Sociale Aangelegenheden geblokkeerd. Een week later echter heeft de Kamercommissie Volksgezondheid het verbod op seks met dieren wel goedgekeurd. Op voorstel van Magda De Meyer (sp.a) werd het verbod ingeschreven in de wet op het dierenwelzijn.

### Overige landen
In iets meer dan de helft van de staten van de Verenigde Staten is zoöfilie expliciet verboden, evenals in het grootste deel van Australië. De Verenigde Staten is bovendien tot dusverre het enige land dat crushpornografie verbiedt. In Duitsland is dierenseks niet verboden maar dierenpornografie wel. In het Verenigd Koninkrijk stond er oorspronkelijk de doodstraf op, maar in 2003 werd de straf verlaagd tot 2 jaar cel. Dat de daad niet expliciet verboden is, betekent niet dat er niet tegen kan worden opgetreden: vaak wordt het argument van dierenmishandeling van stal gehaald.
In Noorwegen is bestialiteit sinds 2008 verboden.
In Denemarken is bestialiteit sinds april 2015 verboden.

## Porno
Films en afbeeldingen van dierenseks zijn in veel landen illegaal, zelfs waar de daad zelf niet illegaal is. Nederland had er geen verbod op (zie verder hierboven) en was samen met Denemarken in de jaren 70 en 80 marktleider wat de productie ervan betreft.
Jongerenzender TMF kwam in 2008 in opspraak toen het dierenporno online zette in de vorm van een filmpje waarin een jongen werd gepenetreerd door een paard.
Marianne Thieme van de Partij van de Dieren noemde de actie "effectbejag dat gaat ten koste van mensen en dieren louter om maar hogere kijkcijfers te krijgen." Na klachten haalde de zender het filmpje offline, en sprak ze van "een misverstand."
Zie ook boven.

## Problemen
Penetraties kunnen bij dieren ernstige ontstekingen veroorzaken en tot zwaar gestoord en gevaarlijk gedrag leiden. Vervolgens is er een mogelijkheid dat dieren door mensen met geslachtsziekten besmet worden en hier zelf weer andere dieren mee besmetten. Er is een voorbeeld bekend van een man die door gemeenschap met zijn merrie hoopte van een gonorroebesmetting af te komen en hierdoor zijn hele veestapel besmette.
Dieren kunnen door het geweld of de anatomische incompatibiliteit zelfs overlijden.
Van coïtus met dieren kan men niet zwanger worden of geslachtsziektes als herpes, syfilis of gonorroe krijgen. Het is echter wel mogelijk dat er bepaalde infecties of bijvoorbeeld vlooien en wormen worden overgedragen. Bovendien kunnen allergische reacties optreden. In 2005 overleed de Amerikaan Kenneth Pinyan aan buikvliesontsteking als complicatie van inwendige verwondingen opgelopen na anale seks met een hengst. Uit schaamte durfde hij aanvankelijk niet naar de dokter te gaan. De documentairefilm Zoo (2007) behandelt de zaak Pinyan. Er zijn gevallen bekend van personen die hevige en soms zelfs dodelijke allergische reacties kregen door het contact met dierlijke lichaamsvloeistoffen.
Sommige rassen (voornamelijk de waakhonden zoals Rottweilers en Dobermanns) zijn erg machtsafhankelijk. Ze kunnen in de war raken als ze met hun eigenaar seksuele contacten hebben, omdat dan niet de eigenaar maar zijzelf de machtspositie innemen.